# Oe-po
Oe-po (Oepo) ist eine osttimoresische Aldeia im Suco Tapo (Verwaltungsamt Bobonaro, Gemeinde Bobonaro). 2015 lebten in der Aldeia 469 Menschen.

## Geographie
Oe-po bildet die südwestliche Hälfte des Sucos Tapo. Nördlich befindet sich die Aldeia Tapo Tas. Im Süden grenzt Oe-po an den Suco Leber und Nordwesten an die Sucos Saburai und Tapo/Memo. Im Osten entspringt der Ilsa, ein Nebenfluss des Loumeas. Im Westen liegen die beiden Berge Lakus (1765 m) und Oe-po (1734 m).
Am Berghang der Gipfel liegt im Westen das Dorf Oe-po, durch das die Überlandstraße führt, die Lolotoe mit dem Norden Osttimors verbindet. Nahe der Nordgrenze führt ein Weg auf den Foho Belgu. Auf seinem Gipfel (1559 m), bereits im Suco Tapo/Memo, befindet sich eine Sendeanlagen der Timor Telecom und der Telkomcel.

## Politik
2023 wurde Alvaro V. Marques zum Chefe de Aldeia gewählt.